# Bitterfelder Bergbaurevier
Das Bitterfelder Bergbaurevier (Teil des Mitteldeutschen Bergbaureviers) ist ein Naturraum in Sachsen-Anhalt. Zentrum des Gebietes ist die Stadt Bitterfeld-Wolfen. Da es nördlich von Delitzsch mit einem Zipfel in das sächsische Gebiet hineinreicht, wird es in der offiziellen Naturraumkartierung auch zu den Naturräumen in Sachsen gerechnet. Südlich schließt sich das Leipziger Land an.
Wichtige geologische Schichten des Bitterfelder Bergbaureviers sind Ablagerungen des braunkohleführenden Tertiärs sowie tertiäre und quartäre Deckschichten.

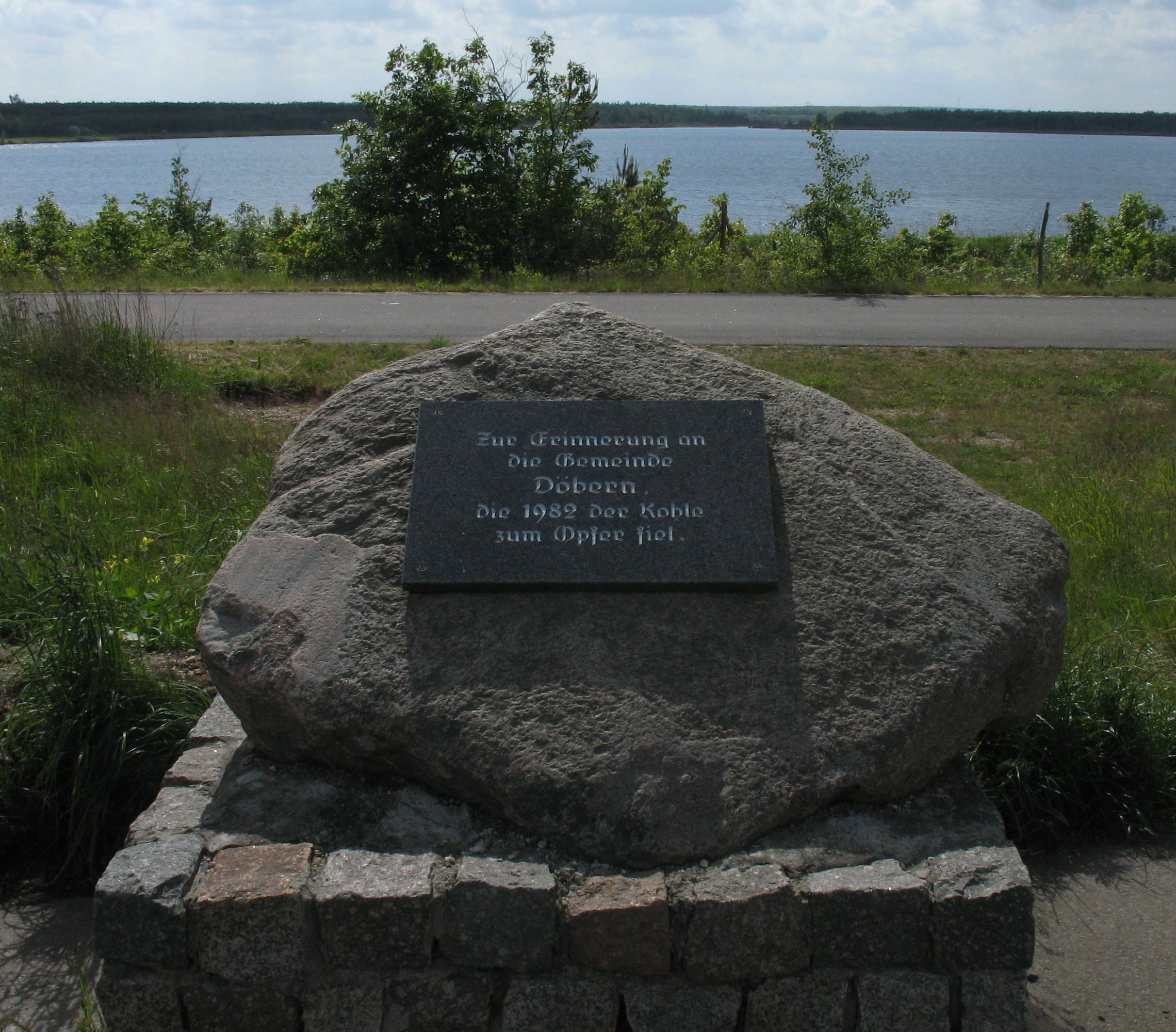
Gedenktafel für den 1982 abgebaggerten Ort Döbern (nahe Pouch)

Der ursprüngliche Naturraum wurde durch den Menschen völlig umgestaltet. Kippen, Halden und Restlöcher von Braunkohletagebauen sind landschaftsprägend. In Teilbereichen wird auch heute noch Braunkohle abgebaut. Die Vegetation ist aus der Landschaft überwiegend ausgeräumt.

## Tagebaue
- Tagebau Bergwitz
- Tagebau Delitzsch-Südwest/Breitenfeld
- Tagebau Goitzsche
- Tagebau Golpa-Nord
- Tagebau Gröbern
- Tagebau Köckern
- Tagebau Muldenstein